# Spaghettieis
Spaghettieis o gelat d'espaguetis és una preparació de gelat habitual a Alemanya, que se suposa que recorda visualment els espaguetis amb salsa de tomàquet i parmesà.

## Història
Segons informes de diaris regionals, diversos fabricants de gelats reclamen la invenció del gelat d'espaguetis el 1969. Segons publicacions de 2004, el propietari de la gelateria de Neuss, Eliano Rizzardini, que va morir l'any 2000, va declarar que havia desenvolupat la creació d'aquests gelats. El fabricant de gelats de Mannheim Dario Fontanella també va apuntar que el gelat d'espaguetis es va vendre ja el 6 d'abril 1969 a base de les postres Montebianco. Per aconseguir el gelat en forma d'espaguetis, va utilitzar una premsa d'espaetzle, que, però, feia que es fongués perquè la temperatura era massa alta. Després de refredar la premsa spaetzle en un compartiment congelador, va poder usar-la per produir els fils de gel semblants als espaguetis. Segons la seva pròpia declaració, Fontanella pretenia inicialment que el jutjat la patentés, però es va decidir en contra a causa de la taxa de registre de 200 marcs alemanys que s'exigia per a això.
La creació es va fer cada cop més popular durant els anys següents i més tard va ser considerada com un símbol de "l'apogeu de les gelateries italianes a l'Alemanya Occidental als anys 70 i 80". L'autor Thomas Brussig ho descriu a la seva novel·la Wie es leuchtet des del punt de vista dels alemanys orientals com el "gust d'Occident".

## Fabricació

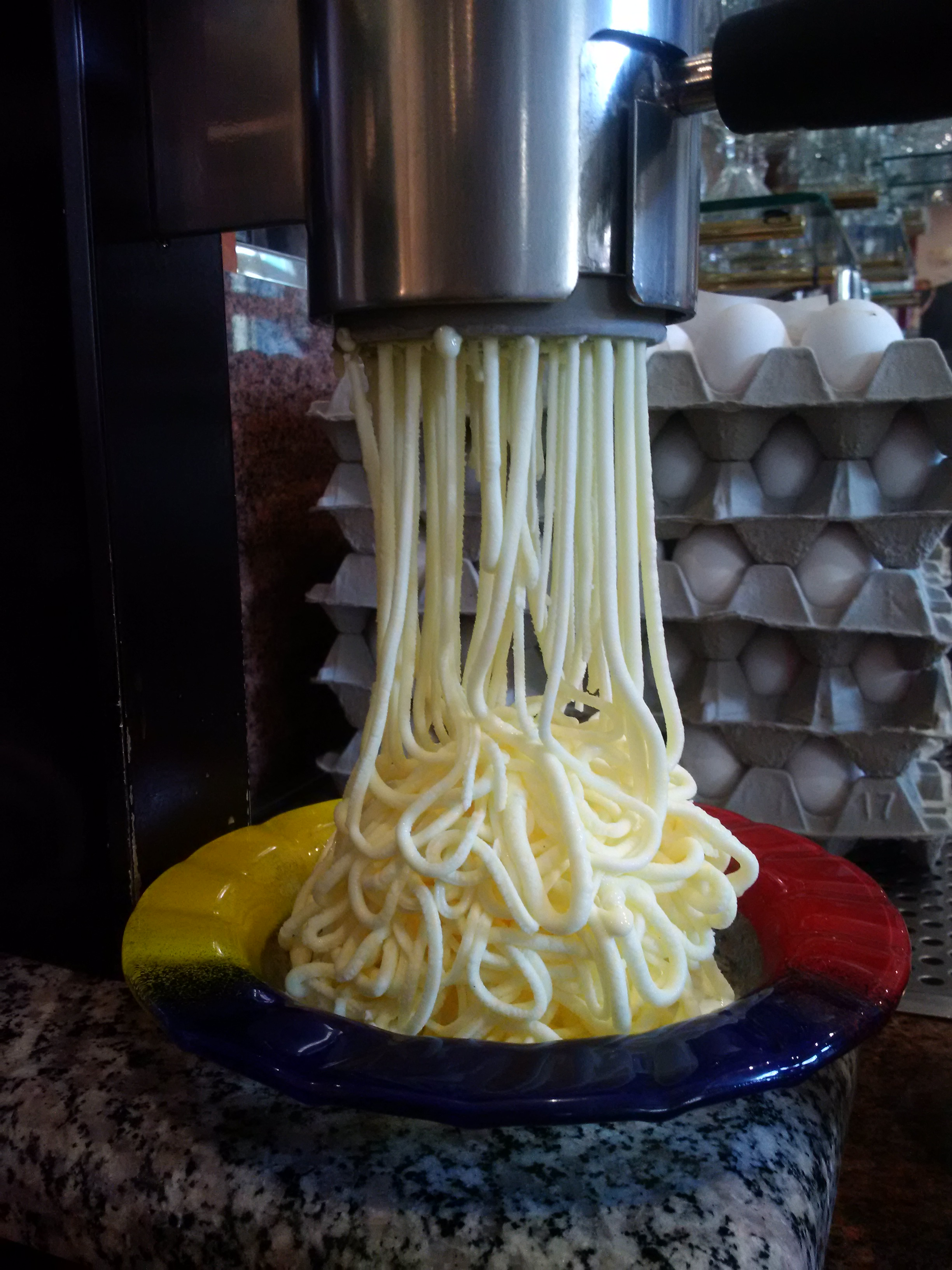
Premsa per gelat d'espaguetis amb espaguetis visibles individualment

Tradicionalment, el gelat d'espaguetis consisteix generalment en gelat de vainilla premsat sobre nata muntada en un bol, de manera que la nata es congela pel contacte amb el gelat de vainilla fred i desenvolupa així el sabor especial. El gelat es pressiona a través d'una premsa spaetzle refrigerada, que crea la forma de fideus. El conjunt està guarnit amb salsa de maduixa i xocolata blanca ratllada (o flocs de coco). La salsa de maduixa està pensada per imitar la salsa de tomàquet que es troba habitualment als plats d'espaguetis, i la xocolata blanca pretén imitar el formatge.